# Miklós Fazakás
Miklós Fazakás (n. 16 aprilie 1918 – d. 1995) a fost un jurist maghiar transilvănean, care a deținut funcția de judecător la Curtea Constituțională a României între 1992-1995.

## Biografie
Miklós Fazakás s-a născut la data de 16 aprilie 1918 într-o familie de etnie maghiară. În urma alegerilor din 20 mai 1990, a fost ales ca senator de Brașov pe listele Uniunii Democratice a Maghiarilor din România. A demisionat la data de 9 iunie 1992 din demnitatea aleasă de membru al Parlamentului României, demisia sa fiind acceptată prin Hotărârea Senatului nr.22/1992. Miklós Fazakás a fost înlocuit de deputatul Ștefan Reiff. În cadrul activității sale parlamentare, Miklós Fazakás a fost membru în grupurile parlamentare de prietenie cu Republica Populară Chineză, Republica Italiană, Republica Islamică Iran, Regatul Thailanda, Republica Bulgaria, Republica Federală Germania și Statul Israel.
În iunie 1992, Miklós Fazakás a fost numit de către Senatul României în funcția de judecător la Curtea Constituțională a României (odată cu înființarea acestei instituții) pentru un mandat de 3 ani. A deținut această funcție până în anul 1995, când a decedat.

## Activitatea juridică
S-a făcut remarcat prin opinia separată la decizia nr. 127 din 16 noiembrie 1994 a Curții Constituționale, prin care a fost respins un recurs al Episcopiei Române Unite cu Roma (Greco-Catolice) de Cluj-Gherla. Atât decizia, cât și opinia separată au fost publicate în Monitorul Oficial nr. 66 din 11 aprilie 1995. În esență, judecătorul Fazakás a arătat că proprietatea este o noțiune juridică independentă de numărul părților, că ea se dobândește prin titlu juridic valabil și că este opozabilă erga omnes, în sensul art. 480 din Codul Civil.